# Henk Talsma
Hendrik Pieter (Henk) Talsma (Leeuwarden, 13 augustus 1921 - Deventer, 2 januari 2005) was een Nederlands politicus.
Talsma was rechter van beroep. Hij had een grote staat van dienst in de VVD, de partij waarvoor hij twaalf jaar Eerste Kamerlid was. Hij was voor hij in de rechterlijke macht kwam, werkzaam in het bedrijfsleven als directeur van een textielconcern. Hij had vele bestuursfuncties in de VVD. Hij was woordvoerder justitie, volkshuisvesting en verkeer en waterstaat, die met grote deskundigheid sprak over onderwerpen op die beleidsterreinen.
Hij werd in 1984 Officier in de Orde van de Nederlandse Leeuw en woonde jarenlang in Epse.
- Biografisch Portaal: 71500648
- Parlement.com: vg09llowdmyz